# ولادیمیر پتلاک
ولادیمیر پتلاک (چکی: Vladimír Petlák; ۲۱ فوریهٔ ۱۹۴۶ – ۲ فوریهٔ ۱۹۹۹) بازیکن والیبال اهل چکسلواکی بود.